# Hermann Corrodi

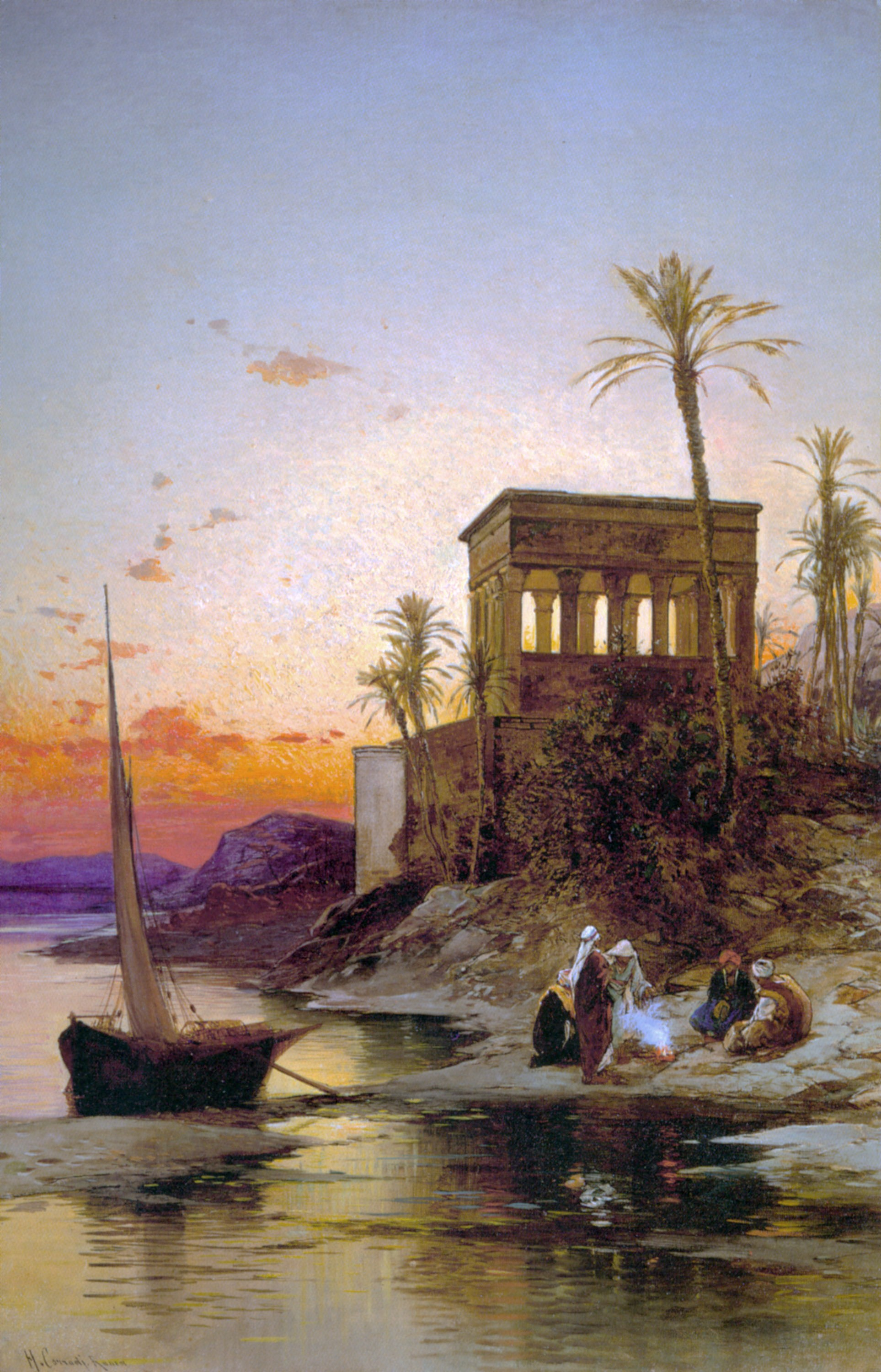
Trajanus tempel vid Nilen av Corrodi.

Hermann Corrodi, född 1844, död 1905, var en schweizisk-italiensk konstnär. Herman Corrodi var son till konstnären Salomon Corrodi och bror till Arnold Corrodi.
Han var främst verksam som målare av genrebilder i landskap samt utsikter från Orienten och Medelhavsländerna. De flesta av hans målningar finns idag i Storbritannien.